# Лангар (Кушониёнский район)
Лангар (тадж. Лангар) — село в Кушониёнском районе Хатлонской области Республики Таджикистан. Входит в состав джамоата (сельской общины) Сарвати Истиклол Кушониёнского района.
Находится на расстоянии 17 км от райцентра (пгт. им. Исмоила Сомони) и 5 км до центра общины (с. им. Сироджа Фаттоева).
Население — 855 чел. (2017).
Прежнее название – до 2024 — Интернационал (Байналмилал).